# Tengernagy

Brit admirális jelvénye

A tengernagy, idegen szóval admirális a haditengerészeteknél használt rendfokozat, régebben, a 16-17. században egy ország tengeri haderejének főparancsnokát nevezték így.

## Története
Az admirális szó az arab amír al-bahr („tengeri hadvezér”) kifejezésből ered, amelyet Európába a szicíliai és genovai hajósók révén került (ammiraglio), majd tőlük vették át a franciák (amiral) és a spanyolok (almirante). A középkorban, amikor a tengereken a jogilag rendezett állapotok helyett még a nyers erő törvényei uralkodtak, egy kereskedelmi hajó vagy hajóraj nem mert nagyobb útra kelni védelem nélkül, hanem több hajótulajdonos társaságot alkotott és a hajókat együtt bocsátották útnak egy admirális parancsnoksága alatt. Ezt a megoldást a spanyolországi mórok alkalmazták először és ők voltak azok is, akik először használták a tengernagy címet. 1142-ben a szicíliaiak így nevezték el hajóhaduk főparancsnokát; Angliában 1216-ban, a franciáknál pedig 1284-ben jelent meg először e cím használata.

## A rendfokozat alakulása
A tengeri nagyhatalmak ehhez a címhez hamarosan magas állami méltóságokat kreáltak; rövidesen létrejött a főtengernagyi rang (Gross-Admiral), aki gyakorlatilag a haditengerészeti miniszter lett, valamint az al- és az ellentengernagy, akik egyes hajóhad alegységek parancsnokai voltak. Törökországban a flotta főparancsnoka a kapudán pasa címet viseli. 
A tengernagyi rendfokozatok mára minden, haditengerészettel rendelkező országban elterjedtek. Általánosságban a tengeri országok a tengernagyi rendfokozat négy szintjét különböztetik meg, hasonlóan a szárazföldi hadsereg tábornoki karának rendfokozataihoz: tengernagy (vezérezredes, régebben táborszernagy, lovassági tábornok, hadseregtábornok), flottatengernagy, altengernagy (altábornagy), ellentengernagy (vezérőrnagy).

## Lobogós tisztek
A tengernagyok csoportja alkotja a lobogós tisztek csoportját, mert minden tagja, mind hajója árbócán, mind csónakjában, saját lobogóra jogosult. Azt a hajót, amelyen a vezénylő tengernagy tartózkodik, lobogós vagy vezérhajónak hívják, a tábornok rangját, de gyakran személyazonosságát pedig a ranglobogó jelzi.